# جوایز امی ساعات پربیننده
جایزه امی ساعات پربیننده (به انگلیسی: Primetime Emmy Award) از جمله مراسمی است که توسط آکادمی علوم و هنرهای تلویزیون ایجاد گردید. هدف از این کار، شناخت بهترین برنامه‌های تلویزیونی در ساعت‌های پربیننده سر شب بود. این مراسم برای نخستین بار در سال ۱۹۴۹ با نام جایزه امی برگزار گردید. تا اینکه در سال ۱۹۷۰ مراسم جوایز امی برای برنامه‌های تلویزیونی روز برگزار شد. پس از آن به نام جایزه امی عبارت PrimeTime به معنای اول وقت اضافه گردید و در نهایت به این نام ماندگار شد. این برنامه همواره در اواسط ماه سپتامبر، نخستین یکشنبه قبل از شروع ماه پاییز، برگزار و پخش می‌شود. پخش این برنامه به صورت دوره‌ای بین شبکه‌های اصلی و مهم (سی بی سی، ای بی سی، ان بی سی و فاکس) رد و بدل می‌شود. به دلیل آنکه شبکه ان بی سی، مسابقات فوتبال آمریکایی را که در ماه سپتامبر و در روز یک شنبه آغاز می‌شوند، پوشش می‌دهد؛ در هنگامی که نوبت پخش با این شبکه باشد، این مراسم در اواخر ماه آگوست برگزار و نمایش داده می‌شود (سال‌های ۲۰۰۶ و ۲۰۱۰ این گونه بود).
جوایز امی معادل تلویزیونی، جوایز اسکار (فیلم)، گرمی (موسیقی)، تونی (تئاتر) است.

## دسته‌بندی جوایز
| جایزه امی ساعات پربیننده برای بهترین مجموعه تلویزیونی درام                                           | Primetime Emmy Award for Outstanding Drama Series                                           | ۱۹۵۱ |
| جایزه امی ساعات پربیننده برای بهترین مجموعه تلویزیونی کمدی                                           | Primetime Emmy Award for Outstanding Comedy Series                                          | ۱۹۵۲ |
| جایزه امی ساعات پربیننده برای بهترین مجموعه تلویزیونی کوتاه                                          | Primetime Emmy Award for Outstanding Limited or Anthology Series                            | ۱۹۷۳ |
| جایزه امی ساعات پربیننده برای بهترین فیلم تلویزیونی                                                  | Primetime Emmy Award for Outstanding Television Movie                                       | ۱۹۹۲ |
| برنامه‌های متنوع، موزیک و کمدی                                                                        | Variety, Music or Comedy Series                                                             | .    |
| جایزه امی ساعات پربیننده برای بهترین برنامه مسابقه واقع‌نما                                           | Primetime Emmy Award for Outstanding Reality Competition Program                            | .    |
| دسته‌بندهای مربوط به بازیگری                                                                          |                                                                                             |      |
| جایزه امی ساعات پربیننده برای بهترین بازیگر نقش اول مرد در مجموعه تلویزیونی درام                     | Primetime Emmy Award for Outstanding Lead Actor in a Drama Series                           | .    |
| جایزه امی ساعات پربیننده برای بهترین بازیگر نقش اول مرد در مجموعه تلویزیونی کمدی                     | Primetime Emmy Award for Outstanding Lead Actor in a Comedy Series                          | .    |
| جایزه امی ساعات پربیننده برای بهترین بازیگر نقش اول مرد در مجموعه تلویزیونی کوتاه یا فیلم تلویزیونی  | Primetime Emmy Award for Outstanding Lead Actor in a Limited or Anthology Series or Movie   | .    |
| جایزه امی ساعات پربیننده برای بهترین بازیگر نقش اول زن در مجموعه تلویزیونی درام                      | Primetime Emmy Award for Outstanding Lead Actress in a Drama Series                         | .    |
| جایزه امی ساعات پربیننده برای بهترین بازیگر نقش اول زن در مجموعه تلویزیونی کمدی                      | Primetime Emmy Award for Outstanding Lead Actress in a Comedy Series                        | .    |
| جایزه امی ساعات پربیننده برای بهترین بازیگر نقش اول زن در مجموعه تلویزیونی کوتاه یا فیلم تلویزیونی   | Primetime Emmy Award for Outstanding Lead Actress in a Limited or Anthology Series or Movie | .    |
| جایزه امی ساعات پربیننده برای بهترین بازیگر نقش مکمل مرد در مجموعه تلویزیونی درام                    | Primetime Emmy Award for Outstanding Supporting Actor in a Drama Series                     | .    |
| جایزه امی ساعات پربیننده برای بهترین بازیگر نقش مکمل مرد در مجموعه تلویزیونی کمدی                    | Primetime Emmy Award for Outstanding Supporting Actor in a Comedy Series                    | .    |
| جایزه امی ساعات پربیننده برای بهترین بازیگر نقش مکمل مرد در مجموعه تلویزیونی کوتاه یا فیلم تلویزیونی |                                                                                             | .    |
| جایزه امی ساعات پربیننده برای بهترین بازیگر نقش مکمل زن در مجموعه تلویزیونی درام                     | Primetime Emmy Award for Outstanding Supporting Actress in a Drama Series                   | .    |
| جایزه امی ساعات پربیننده برای بهترین بازیگر نقش مکمل زن در مجموعه تلویزیونی کمدی                     | Primetime Emmy Award for Outstanding Supporting Actress in a Comedy Series                  | .    |
| جایزه امی ساعات پربیننده برای بهترین بازیگر نقش مکمل زن در مجموعه تلویزیونی کوتاه یا فیلم تلویزیونی  | Supporting Actress in a Miniseries or a Movie                                               | .    |
| بهترین بازیگر مهمان مرد در مجموعه تلویزیونی درام                                                     | Guest Actor in a Drama Series                                                               | .    |
| بهترین بازیگر مهمان مرد در مجموعه تلویزیونی کمدی                                                     | Guest Actor in a Comedy Series                                                              | .    |
| بهترین بازیگر مهمان زن در مجموعه تلویزیونی درام                                                      | Guest Actress in a Drama Series                                                             | .    |
| بهترین بازیگر مهمان زن در مجموعه تلویزیونی کمدی                                                      | Guest Actress in a Comedy Series                                                            | .    |
| بهترین اجرای انفرادی در برنامه‌های متنوع یا موزیک                                                     | Individual Performance in a Variety or Music Program                                        | .    |
| دسته‌بندی‌های مربوط به کارگردانی                                                                       |                                                                                             |      |
| بهترین کارگردان برای مجموعه تلویزیونی درام                                                           | Directing for a Drama Series                                                                | .    |
| بهترین کارگردان برای مجموعه تلویزیونی کمدی                                                           | Directing for a Comedy Series                                                               | .    |
| بهترین کارگردان برای فیلم تلویزیونی، مجموعه کوتاه، یا درام خاص                                       | Directing for a Miniseries, Movie or a Dramatic Special                                     | .    |
| بهترین کارگردان برای برنامه‌های متنوع، موزیک یا کمدی                                                  | Directing for a Variety, Music or Comedy Program                                            | .    |
| دسته‌بندی‌های مربوط به متن                                                                             |                                                                                             |      |
| بهترین نویسنده مجموعه تلویزیونی درام                                                                 | Writing for a Drama Series                                                                  | .    |
| بهترین نویسنده مجموعه تلویزیونی کمدی                                                                 | Writing for a Comedy Series                                                                 | .    |
| بهترین نویسنده فیلم تلویزیونی، مجموعه کوتاه، درام خاص                                                | Writing for a Miniseries, Movie or a Dramatic Special                                       | .    |
| بهترین نویسنده فیلم تلویزیونی، مجموعه کوتاه، کمدی                                                    | Writing for a Variety, Music or Comedy Program                                              | .    |

## جوایزی که دیگر برگزار نمی‌شود
بعضی از جوایز در طول سالیان برگزاری این مراسم کنار گذاشته شده و بعضی جایگزین و بعضی دیگر به سایر مراسم جایزه‌های امی، حوایز امی برای برنامه‌های روز، جوایز امی برای برنامه‌های ورزشی منتقل شده‌اند. این جوایز عبارتند از:
- بازیگر مرد سال
- بازیگر زن سال
- بهترین برنامه زنده
- بهترین برنامه جدید سال
- بهترین فیلمبرداری
- بهترین برنامه ورزشی (به امی ورزشی منتقل شد)
- بهترین مجموعه وسترن سال(۱۹۵۸–۱۹۵۹)
- برنامه سال
- بهترین مجموعه درام روزانه (به امی روزانه منتقل شد)

## بیشترین نامزدی
بیشترین نامزدی برای یک نفر
- جاک وناز: ۵۷ نامزدی

بیشترین نامزدی برای یک برنامه تلویزیونی
- ساتردی نایت لایو: ۱۲۶ نامزدی

بیشترین نامزدی برای برنامه کمدی در یک سال
- ۳۰ راک (۲۰۰۹): با ۲۲ نامزدی

بیشترین نامزدی برای مجموعه تلویزیونی درام در یک سال
- بازی تاج و تخت (۲۰۱۹): ۳۲ نامزدی

بیشترین نامزدی برای مجموعه انیمیشنی در یک سال
- سیمپسون‌ها (۱۹۹۲): ۷ نامزدی

بیشترین نامزدی برای مجموعه تلویزیونی کوتاه
- ریشه‌ها (۱۹۷۷): ۳۷ نامزدی

بیشترین نامزدی برای فیلم تلویزیونی
- النور و فرانکلین(۱۹۷۶)،النور و فرانکلین :سالهای کاخ سفید(۱۹۷۷)، گری گاردنز(۲۰۰۹): ۱۷ نامزدی

بیشترین نامزدی برای برنامه متنوع در یک سال
- ساتردی نایت لایو (۲۰۰۹–۲۰۱): ۱۳ نامزدی

بیشترین نامزدی برای یک برنامه بدون کسب جایزه
- انجلا لانسبری(۱۹۸۳–۲۰۰۵): با ۱۸ نامزدی

## برندگان پیشرو
بیشترین کسب جایزه توسط یک نفر
- شیلا نوینز: با ۲۱ جایزه

بیشترین کسب جایزه برای یک برنامه تلویزیونی
- فرایزر: با ۳۷ جایزه

بیشترین کسب جایزه برای یک برنامه کمدی
- فرایزر: ۵ جایزه

بیشترین کسب جایزه برای مجموعه تلویزیونی درام
- 'هیل استریت بلو: ۴ جایزه
- ال. ای لا: ۴ جایزه،بال غربی: ۴ جایزه

بیشترین کسب جایزه برای انیمیشن
- سیمپسون‌ها: ۲۷ جایزه

بیشترین کسب جایزه برای مجموعه تلویزیونی کوتاه
- جان آدامز (مجموعه تلویزیونی) (۲۰۰۸): با ۱۳ جایزه

بیشترین کسب جایزه برای فیلم تلویزیونی
- النور و فرانکلین (۱۹۷۶): ۱۱ جایزه

بیشترین کسب جایزه برای یک شبکه در یک سال
- سی بی اس (۱۹۷۴):با ۴۴ جایزه

بیشترین اجرای مراسم امی
- کلوریس لچمن با ۸ با اجرا